# نادي الضباط (السودان)
هو نادي ترفيهي سوداني في حي الخرطوم 2 يتبع للقوات المسلحة السودانية

## التأسيس
تم تأسيس النادي في العام 1974م ووضع حجر أساسه وافتتاحه في 8 يونيو 1981م على يد المشير جعفر محمد نميري رئيس الجمهورية الأسبق وأعد حينها حدثاً معمارياً يجسد الحداثة والرفاهية والنهضة العمرانية بالسودان. وقد قام بالتصميم الهندسي للنادي المهندس الإيطالي باولو بارتغيزي عبر شركة مافيت الإيطالية ونفذ إنشاؤها بواسطة الأشغال العسكرية وأيادٍ سودانية خالصة.

## نشاطاته
يعتبر نادي الضباط من المسارح القومية الكبيرة في السودان، ودرجت العادة علي أن يتم تنظيم الكثير من الكرنفالات والحفلات القومية المختلفة داخله، كما أن العديد من المواطنين يقصدون هذا الصرح من أجل الترفيه عن أنفسهم ومن أجل الخروج من ضغوطات الحياة اليومية .تم اعتماد تنظيم إدارة النادي لأول مرة في أغسطس 1983م وطرأ عليه تغيير مرة أخرى في 2/5/2011م باعتماد التنظيم الحالي وما زال النادي يواكب التطور والتقدم في كل محاوره الخدمية لتقديم أرقى الخدمات للضباط وأسرهم.